# Saar (bảo hộ)
Vùng bảo hộ Saar (1947-1956) là một vùng bảo hộ của Pháp sau Chiến tranh thế giới thứ hai. Sau cuộc trưng cầu dân ý năm 1955, Saar chính thức được quay trở lại Tây Đức.

## Lịch sử

### Sau Chiến tranh thế giới thứ nhất
Sau chiến tranh, Saar trở thành vùng chiếm đóng thuộc Anh và Pháp (cùng với Rheinland). Tuy nhiên, sau đó Saar đã quay trở lại Đức một cách không chính thức.

### Sau Chiến tranh thế giới thứ hai
Vùng Saar được thành lập sau Thế chiến thứ hai theo thỏa thuận của bốn nước chiếm đóng và được Pháp quản lý. Trong thời gian này, Saar đã bị Pháp hóa (đổi tiền, các đảng của Đức không được hoạt động, ...). Sau thỏa thuận Paris năm 1954 của cộng đồng chung châu Âu, Saar được phép trưng cầu dân ý về tình trạng của mình và họ đã chọn gia nhập Tây Đức.

## Thể thao
Đội Saar có tham dự Thế vận hội Mùa hè 1952 tại Phần Lan. Đội cũng tham dự vòng loại FIFA World Cup 1954 nhưng thua trước Tây Đức.